# Alfred Stabell
Alfred Stabell (ur. 30 stycznia 1862 w Christianii, zm. 25 marca 1942 w Vindern) – norweski strzelec, olimpijczyk.
Uczestnik Letnich Igrzysk Olimpijskich 1912, na których wystartował w jednej konkurencji. Zajął ostatnie 61. miejsce w trapie.

## Wyniki

### Igrzyska olimpijskie
| Igrzyska       | Konkurencja | Wynik  | Miejsce | Źródło |
| -------------- | ----------- | ------ | ------- | ------ |
| Sztokholm 1912 | Trap        | 3 pkt. | 61      | [ 1 ]  |